# Сираково (област Добрич)
Вижте пояснителната страница за други значения на Сираково.
Сираково е село в Североизточна България. То се намира в община Генерал-Тошево, област Добрич.

## История
Сведенията за историята на селото са оскъдни. В една от книгите на краеведа Георги Топалов е отбелязано, че селището се споменава в турски регистър от 16 век като Етимеле. Повечето от днешните жители на Сираково са изселници от тулчанските села Долна Чамурла, Чамурлия де Жос и Исеки чешме. Когато изселниците пристигнали тук, заварили няколко румънски чифлика и цинцарски къщи, в които били настанени. Освен куцовласи, през 1941 г. в селото имало няколко български рода. Един от местните чокои – Братяну, осигурявал прехраната на военен полк от Букурещ. Сред българите също имало заможни хора. Един от тях – Васил Вълков, притежавал няколко магазина в Кюстенджа.
Училището в Сираково е построено през 1946 г. В началото имало дори прогимназиални класове. Отдавна е закрито. Сградата, която е била общинска собственост, е закупена от местни хора и превърната в къща. Църква в селото никога не е имало. В началото на 40-те години румънските колонисти са имали намерение да издигнат православен храм, но след възвръщането на Южна Добруджа към България идеята отпаднала. Настанилите се тук изселници са имали по-неотложни задачи – да си построят къщи и да се устроят на новото място. След установяването на комунистическия режим през 1944 г. градежът на църква става немислим. На около километър-два от Сираково се е намирало село Крушово, закритото през 1955 г. и присъединено към село Сираково. Там е имало не повече от 20 къщи. Водило се е административно към кметство Сираково. През 40-те години на 20 век и в Крушово е имало богати чифликчии. Функционирали са бръснарница и кафене. След 1945 г. в Крушово е бил интерниран Величко Барев – активист на БЗНС. След закриването на селото той се преселил със семейството си в Спасово.

## Обществени институции
Единствената административна сграда в центъра на селото е помещава кметството

## Население
Постоянно живущите в Сираково са около петдесетина. Около 30 са къщите в Сираково, някои от тях не се обитават.
От 2009 г. в селото има купени имоти от 3 германски, 2 английски, както и 1 руско семейства.

## Редовни събития
Единственото редовно събитие е селския събор всяка година на 6 май (Гергьовден).

## Промишленост
Жителите на Сираково се занимават основно с животновъдство, като основно се отглеждат овце и по-малко – крави. Един от известните животновъди е Станчо Георгиев, който отглежда най-голямото стадо овце в региона. Землището на селото е 16 500 дка. Земята се обработва от арендатора Димитър Катранджиев и няколко частни земеделски стопани.
Преди май 2009 г. е ремонтиран основно пътят от с. Преселенци до с. Спасово.
1. ↑  www.grao.bg